# Anton Sitnikov
Anton Sitnikov (Oekraïens: Антон Ситніков) (1985) is een Oekraïense schaker met een FIDE-rating van 2458 in 2015. Hij is een internationaal meester.
- Van 16 t/m 26 oktober 2005 speelde hij mee in het Femida 2005 schaaktoernooi dat in Charkov verspeeld werd en dat met 7.5 uit 11 gewonnen werd door Georgy Arzumanian. Sitnikov eindigde met 7 punten op de tweede plaats.